# Oslavička
Oslavička är ett vattendrag i Tjeckien.   Det ligger i regionen Vysočina, i den centrala delen av landet, 140 km sydost om huvudstaden Prag.